# Cymodoce australis
Cymodoce australis là một loài chân đều trong họ Sphaeromatidae. Loài này được Hodgson miêu tả khoa học năm 1902.